# 다중 우주론
다중 우주론(多重宇宙論, 영어: Multiverse theory) 또는 다중우주론은 다중우주에 관한 이론으로, 다중우주(영어: multiverse, 멀티버스)는 모든 우주들의 가설상의 집합이다. 이 우주들은 공간, 시간, 물질, 에너지, 정보, 그리고 이들을 설명하는 물리 법칙들과 상수들 등 존재하는 모든 것으로 구성되는 것으로 추정된다. 다중우주 내의 서로 다른 우주들을 "평행우주들", "평평한 우주들", "다른 우주들", "대체 우주들", "다중적 우주들", "평면 우주들", "부모 및 자식 우주들", "많은 우주들" 또는 "많은 세계들"이라고 불린다. 한 가지 일반적인 가정은 다중우주는 한 "동일한 물리 법칙들에 의해 모두 묶여 있는 개별 우주들의 패치워크 퀼트"라는 것이다.
다중적 우주들, 또는 한 다중우주의 개념은 역사 전반에 걸쳐 논의되어 왔으며, 이는 그리스 철학을 포함한다. 그것은 시간이 지남에 따라 우주론, 물리학 및 철학을 포함하는 다양한 분야들에서 진화해 왔으며 또한 논의되어 왔다. 일부 물리학자들은 다중우주가 한 과학적 가설이라기보다는 한 철학적 개념이며, 왜냐하면 그것은 경험적으로 반증할 수 없기 때문이라고 주장한다. 근래 몇 년 동안, 물리학 커뮤니티 내에서는 다중우주론에 대한 지지자들과 회의론자들이 있어왔다. 일부 과학자들은 다른 우주들에 대한 증거를 찾기 위해 데이터를 분석했지만, 통계적으로 유의미한 증거를은 발견되지 않았다. 비평가들은 다중우주 개념이 시험 가능성과 반증 가능성이 부족하며, 이것들은 과학적 탐구에 필수적이며, 또한 그것은 해결되지 않은 형이상학적 문제들을 제기한다고 주장한다.
맥스 테그마크와 브라이언 그린은 다중우주들 및 우주들에 대해 서로 다른 분류 체계들을 제안했다. 테그마크의 4레벨 분류는 레벨 1: 우리 우주의 한 확장, 레벨 2: 물리 상수들이 다른 우주들, 레벨 3: 양자역학의 다세계 해석 및 레벨 4: 궁극적 앙상블로 구성된다. 브라이언 그린의 9가지 다중 우주 유형들은 퀼트, 급팽창, 브레인, 순환, 풍경, 양자, 홀로그래픽, 시뮬레이션 및 궁극적 등을 포함한다. 이 아이디어들은 여러 우주의 존재와 상호작용을 설명하기 위해 다양한 차원들의 공간, 물리 법칙들 및 수학적 구조들을 탐구한다. 다른 다중우주 개념들은 쌍둥이 세계 모형들, 순환 이론들, M이론 및 블랙홀 우주론 등을 포함한다.
인류 원리는 각각 다른 물리 법칙들을 가진 수많은 우주들의 존재가 의식적 생명을 위한 우리 자신의 우주의 미세 조정을 설명할 수 있었다고 제안한다. 약한 인류 원리는 우리가 생명을 지탱하는 몇개 우주들 중 하나에서 존재한다고 가정한다. 오컴의 면도날과 다중우주 대 단일 우주의 단순성에 대한 논쟁이 벌어지고 있으며, 맥스 테그마크와 같은 지지자들은 다중우주가 더 단순하고 또한 더 우아하다고 주장한다. 모든 가능한 세계들이 존재하며 또한 우리가 사는 세계만큼 실재적이라는 믿음인 양자역학의 다세계 해석과 양상 실재론들도 또한 인류 원리의 맥락에서의 논쟁의 주제들이다.

## 개념의 역사
일부에 따르면, 무한한 세계들의 아이디어는 기원전 6세기 소크라테스 이전의 그리스 철학자 아낙시만드로스에 의해 처음 제안되었다. 그렇지만, 그가 다중적 세계들을 믿었는지, 그리고 믿었다면, 그 세계들이 공존했는지 또는 연속적인지 여부에 대해서는 논쟁이 있다.
우리가 무수한 세계들라는 개념의 기원을 확실히 귀속시킬 수 있는 처음은 고대 그리스 원자론자들이며, 이들은 기원전 5세기의 레우키포스와 데모크리토스를 시작으로, 에피쿠로스(기원전 341~270년)와 루크레티우스(기원전 1세기)로 이어진다. 기원전 3 세기에, 철학자 크리시포스는 세계가 영원히 소멸하고 또한 재생된다고 제안하며, 세월에 걸치는 다중적 우주들의 존재를 효과적으로 제안했다. 다중적 우주들의 개념은 중세 시대에 더욱 정의되었다.
미국 철학자이자 심리학자 윌리엄 제임스 1895 년에 "다중우주"라는 용어를 사용했지만, 다른 맥락에서였다.
이 개념은 현대 과학적 맥락에서는 1895년 볼츠만과 체르멜로 사이의 논쟁 과정에서 처음 등장했다.
1952년 더블린에서, 에르빈 슈뢰딩거는 강연을 하면서 청중들에게 자신이 하려는 말이 "미치광이처럼 보일 수 있다"고 농담 반 진담 반으로 경고를 했다. 그는 자신의 방정식들이 여러 가지 다른 역사들을 설명하는 듯할 때, 이것들은 "대안들이 아니라, 모두 실제로 동시에 일어난다"고 말했다. 이 종류의 이중성은 "중첩"이라고 블린다.

## 증거를 위한 검색
1990년대에, 그 개념에 대한 당시 소설 작품들이 인기를 얻은 후, 다중우주에 대한 과학적 토론들과 그에 대한 저널 기사들이 주목을 받았다.
2010년경, 스티븐 M. 피니Stephen M. Feeney와 같은 과학자들은 윌킨슨 마이크로파 비등방성 탐색기(WMAP) 데이터를 분석하여 이 우주가 먼 과거에 다른 (평행) 우주들과 충돌했음을 시사하는 증거를 찾았다고 주장했다. 그렇지만, WMAP으로부터와 WMAP보다 해상도가 3배 높은 플랑크 위성으로부터의 데이터를 더 철저히 분석한 결과, 이러한 어떤 거품 우주(bubble universe) 충돌에 대한 어떤 통계적으로 유의미한 증거도 발견되지 않았다. 추가로, 다른 우주들이 우리것에 대한 아무런 중력적 끌어당김의 증거는 없었다.
2015년에, 어떤 천체 물리학자가 대폭발(빅뱅) 직후로 시간을 거슬러 올라가서 대체 또는 평행우주들의 증거를 발견했을 수 있겠지만, 그것은 여전히 물리학자들간의 한 논쟁거리이다. 랑가람 차리Ranga-Ram Chary 박사는 우주 복사 스펙트럼을 분석 한 후, 과학자들이 초기 우주에 존재했다고 생각하는 양성자들과 전자들의 수를 바탕으로 해야 할 것보다 4,500배 더 밝은 신호를 발견하여, 이렇게 다른 우주들와의 충돌 징후를 입증했다.

## 지지자와 회의론자
다중우주 가설들의 하나 또는 그 이상의 현대 지지자들에는 리 스몰린, 돈 페이지Don Page, 브라이언 그린, 맥스 테그마크, 앨런 구스, 안드레이 린데, 미치오 카쿠, 데이비드 도이치, 레너드 서스킨드, 알렉산더 빌렌킨Alexander Vilenkin, 노무라 야스노리Yasunori Nomura, 라지 파트리아Raj Pathria, 로라 메르시니-휴튼Laura Mersini-Houghton, 닐 디그래스 타이슨, 숀 M. 캐럴 그리고 스티븐 호킹이 포함된다.
다중우주 가설에 일반적으로 회의적인 과학자들에는 데이비드 그로스, 폴 슈타인 하르트Paul Steinhardt, 안나 이자스, 아브라함 로브Avi Loeb, 데이비드 스페르겔David Spergel, 닐 투록Neil Turok, 비아체슬라프 무카노프Viatcheslav Mukhanov, 마이클 S. 터너Michael S. Turner, 로저 펜로즈, 조지 엘리스, 조 실크Joseph Silk, 카를로 로벨리, 아담 프랭크Adam Frank, 마르셀로 글라이저, 짐 배갓Jim Baggott 그리고 폴 데이비스Paul Davies를 포함된다.

## 다중우주 가설들에 대한 논쟁
그의 2003년 뉴욕 타임즈 오피니언 기고문 "다중우주의 간략한 역사"에서, 작가이자 우주론자인 폴 데이비스Paul Davies는 다중우주 가설들이 비과학적이라는 다양한 주장들을 제시했다:

우선, 다른 우주들의 존재가 어떻게 테스트 될 수 있는가? 확실히, 모든 우주론자들은 우리 망원경들의 범위에 닿지 않는 우주의 일부 영역들이 있다는 것을 인정하지만, 그것과 무수한 우주들이 있다는 아이디어 사이의 미끄러운 경사면 어딘가에 신뢰성이 한계에 도달한다. 그 경사면을 내려갈수록, 점점 더 많게 믿음으로 받아들여야만 하고, 또한 과학적 검증에 열려진 부분은 점점 더 적게 된다. 극단적인 다중 우주 설명들은 따라서 신학적 논의들을 연상시킨다. 과연, 우리가 보는 우주의 특이한 특징들을 설명하기 위하여 보이지 않는 우주들의 어떤 무한을 호출하는 것은 보이지 않는 창조주를 호출하는 것만큼이나 임시방편적인 것이다. 다중우주 이론은 과학적 언어로 치장할 수는 있지만, 본질적으로, 동일한 믿음의 비약을 필요로 한다.

- 폴 데이비스, "다중 우주의 간략한 역사", 뉴욕 타임즈
2011년 8월에 글을 쓴 조지 엘리스는 다중우주에 대한 비판을 제시하며, 또한 그것은 한 전통적인 과학 이론이 아니라고 지적했다. 그는 다중 우주가 우주론적 지평선(Cosmological horizon) 너머에 존재한다고 생각된다는 것을 인정한다. 그는 우주가 너무 멀리 떨어져 있어 증거를 찾을 가능성이 낮다고 이론이 제시된다고 강조했다. 엘리스 교수는 또한 일부 이론가들이 경험적 검증 가능성(empirical testability) 및 반증 가능성의 결여가 한 주요 관심사라고 믿지 않지만, 그러나 그는 그러한 사고방식에 반대한다고 설명했다:

다중 우주에 대해 이야기하는 많은 물리학자, 특히 끈 이론 풍경의 옹호자들은 평행 우주들 자체에 대해 크게 신경 쓰지 않는다. 이들을 위해서는, 한 개념으로서의 다중우주에 대한 반대는 중요하지 않다. 그들의 이론들은 내부적 일관성과, 바라건대, 궁극적 실험실 테스트하기를 바탕으로 살거나 또는 죽는다.

엘리스 교수는 과학자들이 존재의 본질을 설명하는 한 방법으로 다중우주의 아이디어를 제안했다고 말한다. 그는 그것은 경험적 과학으로는 해결할 수 없는 한 형이상학적인 문제이기 때문에 궁극적으로 이러한 질문들은 해결되지 않은 채로 남게 된다고 지적한다. 그는 관측적 테스트하기가 과학의 핵심이며 또한 포기되어서는 안 되야 마땅하다고 다음과 같이 주장한다:

저는 회의적이지만, 다중우주에 대한 관조는 과학의 본질과 존재의 궁극적인 본질: 우리가 왜 여기에 있는가에 대해 생각해 볼 수 있는 한 좋은 기회라고 생각한다. ... 이 개념을 바라볼 때, 우리는, 너무 개방적이지는 않지만, 어떤 열린 마음을 필요로 한다. 그것은 한 밟아야 할 섬세한 길이다. 평행 우주들은 존재할 수도 있고 또는 존재하지 않을 수도 있다; 그 경우는 증명되지 않는다. 우리는 그 불확실성과 더불어 살아가야 한다. 과학적으로 근거있는 철학적 추측에는 잘못이 없으며, 다중우주 제안들도 그러하다. 그러나 우리는 그것이 무엇인지에 대해 이름을 붙여야 마땅하다.
- 조지 엘리스, "다중우주는 실제로 존재할까?", 사이언티픽 아메리칸

철학자 필립 고프<Philip Goff는 우주의 명백한 미세 조정을 설명하기 위해 다중 우주를 추론하는 것은 역 도박사의 오류의 한 예라고 주장한다..
스토거Stoeger, 엘리스 그리고 커처Kircher:sec 7는 한 참된 다중우주 이론에서 "우주들은 그래서 완전히 분리되어 있으며, 어느 한 우주에서 일어나는 일이 다른 우주에서 일어나는 일과 인과적으로 연결되어 있지 않다. 이러한 다중우주들에서의 인과적 연결의 결여는 참으로 그것들로 하여금 어떠한 과학적 지지도 받을 수 없도록 한다."라고 언급한다.
2020년 5월에, 천체 물리학자 에단 시겔Ethan Siegel은 gks 포브스 블로그 게시물에 우리에게 가용한 과학적 증거를 근거로, 평행 우주들은 당분간은 한 과학 소설 꿈으로서 남아야 할 것이라고 표현했다.

## 유형들
맥스 테그마크와 브라이언 그린은 다중우주들과 우주들을 구성할 수 있는 다양한 이론적 유형들을 위한 분류 체계들을 고안해냈다.

### 맥스 테그마크의 네 가지 레벨
우주론자 맥스 테그마크는 우리에게 익숙한 관측 가능한 우주를 넘어선 우주의 한 분류 체계를 제시했다. 테그마크의 분류의 네 레벨들은는 다음 레벨이 이전 레벨들을 포괄하고 또한 확장하는 것으로 이해될 수 있도록 정리되어 있다. 그것들은 아래에 간략하게 설명되어 있다.

#### 레벨 I: 우리 우주의 확장
우주 급팽창의 한 예측은 무한한 에르고딕 우주의 존재이며, 무한하여서, 모든 초기 조건들을 실현하는 허블 부피(Hubble volume)를 포함해야만 한다.
따라서, 한 무한한 우주는 한 무한한 수의 허블 부피들을 포함할 것이며, 모두 동일한 물리 법칙들과 물리 상수들을 갖는다. 물질의 분포와 같은 구성들과 관련하해서는, 거의 모든 것이 우리의 허블 부피와 다를 것이다. 그렇지만, 우주론적 지평선(cosmological horizon) 너머에는, 무한히 많은 것들이 존재하기 때문에, 결국에는 비슷하거나, 심지어 동일한, 구성들을 가진 허블 부피들이 존재할 것이다. 테그마크는 우리와 동일한 체적은 약 1010115미터 떨어져 있을 것으로 추정한다.
무한한 공간이 주어지면 실제로 우주에는 우리 것과 동일한 허블 부피들이 무한히 많을 것이다. 이것은 우주론 원리로부터 직접 따르며, 이곳에서는 우리의 허블 부피가 특별하거나 또는 고유하지 않다는 것이 가정된다.

#### 레벨 II: 물리 상수가 다른 우주
우주 급팽찰 이론의 한 변형인 영원한 급팽창 이론에서는, 다중우주 또는 우주 전체로서의 공간이 팽창하고 있으며 또한 영원히 그렇게 계속될 것이지만, 공간의 일부 영역들은 팽창을 멈추고 또한 뚜렷한 거품들을 형성한다 (부푸는 빵 한 덩어리의 가스 주머니들처럼). 이러한 거품들은 배아 레벨 I 다중 우주들이다.
서로 다른 거품들은 서로 다른 자발적 대칭 깨짐을 경험할 수 있으며, 이것은 서로 다른 물리적 상수들과 같은 서로 다른 속성들을 갖도록 한다.
레벨 II는 또한 존 아치볼드 휠러의 진동적 우주(oscillatory universe) 이론과 리 스몰린의 다산적 우주들(fecund universes) 이론을 포함한다.

#### 레벨 III: 양자역학의 다세계적 해석
휴 에버렛 3세의 다세계 해석(MWI)은 여러 주류의 양자역학의 해석들 중 하나이다.
간단하게, 양자역학의 한 가지 측면은 특정 관측들이 절대적으로 예측될 수 없다는 것이다. 대신에, 가능한 관측들의 어떤 범위가 있으며, 각각 어떤 다른 확률을 가지고 있다. MWI에 따르면, 이러한 가능한 관측들의 각각은 한 다른 우주에 해당하며, 일부 또는 많은 해석 지지자들은 이러한 우주가 우리의 것과 마찬가지로 실재한다고 주장한다. 육면이 있는 주사위가 던져지고, 그 결과가 양자역학에서 관측가능량과 일치한다고 가정해 보라. 주사위가 떨어질 수 있는 여섯 가지 방법들은 모두 여섯 개의 다른 우주들에 해당할 수 있다. 슈뢰딩거의 고양이 사고 실험의 경우에는, 두 결과들 모두 적어도 하나의 '세계'에서 '실제'가 된다.
테그마크는 한 레벨 III 다중우주가 레벨 I 또는 레벨 II 다중우주보다 허블 부피에 더 많은 가능성을 포함하지 않는다고 주장한다. 사실상, 동일한 물리 상수를 가진 레벨 III 다중우주에서 "분할"에 의해 생성된 모든 다른 "세계들"은 레벨 I 다중우주의 일부 허블 부피에서 발견될 수 있다. 테그마크가 쓰기를, "레벨 I과 레벨 III의 유일한 차이점은 도플갱어들이 어디에 거주하느냐에 있다. 레벨 I에서 그들은 양호하고 오래된 삼차원 공간에서 어딘가에 살고 있다. 레벨 III에서는 그들은 무한 차원 힐베르트 공간에서 또 하나의 양자 가지에 살고 있다."
마찬가지로, 물리 상수들이 다른 모든 레벨 II 버블 우주들은, 실제로는, 한 레벨 III 다중우주에서 자발적인 대칭이 깨지는 순간에 "분할들"에 의해 생성된 "세계들"로 볼 수 있다. 노무라 야스노리Yasunori Nomura, 라파엘 부소Raphael Bousso 그리고 레너드 서스킨드에 따르면, 이것은 (영원히) 급팽창하는 다중우주에 나타나는 대역적 시공간은 한 중복된 개념이기 때문이라고 한다. 이는 레벨 I, II 및 III의 다중 우주들이 실제로는 같은 것이라는 사실을 의미한다. 이 가설은 "다중 우주 = 양자 다세계"로서 언급된다. 노무라 야스노리에 따르면, 이 양자 다중우주들은 정적이며, 또한 시간은 한 단순한 착각이다.
다세계 아이디어의 또 다른 버전은 H. 디터 제H. Dieter Zeh의 다정신 해석(Many-minds interpretation)이다.

#### 레벨 IV: 궁극의 앙상블
궁극적인 수학적 우주 가설은 테그마크 자신의 가설이다.
이 레벨에서는 모든 우주가 서로 다른 수학적 구조들로 설명될 수 있는 동등하게 실재하는 것으로 간주한다.
테그마크는 이렇게 쓴다:

추상 수학은 매우 일반적이어서 (모호한 인간 용어와는 무관하게) 순전히 형식적인 용어로 정의할 수 있는 모든 것의 이론(TOE)도 또한 한 수학적 구조이다. 예를 들어, 실체들의 다른 유형들의 한 집합(단어로 표시된, 말하자면)과 그들 사이의 관계들(추가 단어로 표시된)를 포함하는 한 TOE는 수학자들이 한 집합론적 모형이라고 부르는 것에 지나지 않으며, 또한 일반적으로 그것이 한 모형인 한 형식 체계를 발견할 수 있다.

그는 이것이 "어떤 상상할 수 있는 평행 우주 이론이 레벨 IV에서 기술될 수 있음을 의미"하며, 또한 "다른 모든 앙상블들을 포함하므로, 따라서 다중 우주들의 계층 구조에 종지부를 찍어서, 말하자면, 어떤 레벨 V는 있을 수 없다"고 주장한다.
위르겐 슈미트후버Jürgen Schmidhuber는, 그렇지만, 그 수학적 구조의 집합은 잘 정의되어 있지 않으며 또한 구성주의 수학, 즉 ,컴퓨터 프로그램들로 설명 할 수 있는 우주 표현들만을 인정한다고 말한다.
슈미트후버는 출력 비트들이 한 유한한 시간 후에 수렴하는 비중단 프로그램으로써 설명 가능한 우주 표현들을 명시적으로 포함하지만, 수렴 시간 자체는 한 정지 문제의 판정 불가능성으로 인해 한 정지 프로그램으로써 예측될 수 없다. 그는 또한 빠르게 계산 가능한 우주들의 보다 제한된 앙상블을 명시적으로 논의한다.

### 브라이언 그린의 9가지 유형
미국의 이론물리학자이자 끈 이론가인 브라이언 그린은 다음과 같은 다중 우주들의 아홉 유형들을 논의했다.
퀼트적
퀼트적 다중 우주는 한 무한한 우주에서만 작동한다. 한 무한한 공간의 양과 더불어, 가능한 모든 이벤트는 무한한 시간 수만큼 발생할 것이다. 그렇지만, 빛의 속도는 우리들로 하여금 이러한 다른 동일한 영역들을 인식하지 못하게 한다.
급팽창적
급팽창적 다중 우주는 급팽창 장들이 붕괴되어 새로운 우주들을 형성하는 다양한 포켓들로 구성된다.
브레인
브레인 다중 우주(brane multiverse) 버전은 우리 우주 전체가 어떤 더 높은 차원 또는 "벌크"에 떠 있는 한 막(브레인(brane)) 위에 존재한다고 가정한다. 이 벌크에는 자체 우주들과 함께 하는 다른 막들이 있다. 이 우주들은 서로 상호작용할 수 있으며, 또한 충돌할 때 발생하는 폭력과 에너지는 대폭발(빅뱅)을 발생시키기에 충분하다. 그 브레인들은 떠다니거나 또는 그 벌크에서 서로 가깝게 한 덩어리로 표류하며, 또한 수조 년마다, 중력이나 우리가 이해하지 못하는 다른 힘에 이끌려, 서로 충돌하고 또한 폭발한다. 이러한 반복적인 접촉은 다중적 또는 "주기적" 데폭발(빅뱅)들을 일으킨다. 이 특별한 가설은 추가적인 공간 차원들을 필요로 하기 때문에 끈 이론 범주에 속한다.
순환적
순환적 다중우주(cyclic multiverse)는 다수의 브레인들이 충돌하여, 대폭발(빅뱅)을 일으켰다. 그 우주들은 다시 뒤로 모였다가
또다시 충돌하여, 오래된 내용물들을 파괴하고 그것들을 새롭게 할 때까지 뒤로 튕겨져나오고 또한 시간을 통과한다.
풍경
풍경 다중우주는 끈 이론의 칼라비-야우 공간들에 의존한다. 양자 요동들은 형상들을 어떤 더 낮은 에너지 수준으로 떨어뜨려 주변 공간과는 다른 법칙의 한 집합을 가진 한 포켓을 만든다.
양자
양자 다중우주는 양자역학의 다세계 해석의 현실 세계 변형에서와 같이 사건들에서 한 전환이 발생할 때 한 새로운 우주를 만든다.
홀로그래픽
홀로그래픽 다중우주는 한 공간의 표면적이 해당 영역의 부피의 내용을 인코딩할 수 있다는 이론에서 파생되었다.
시뮬레이션
시뮬레이션 다중우주는 전체 우주를 시뮬레이션하는 복잡한 컴퓨터 시스템에서 존재한다. 천문학자 아비 로브Avi Loeb가 한 가능성으로 제시 한 관련 가설은 , 한 모든 것의 이론을 가진 진보된 기술 문명의 실험실들에서 우주가 창조될 수 있다는 것이다. 다른 관련 가설은 통 속의 뇌-인지 된 우주가 저자원 방식으로 시뮬레이션되거나 또는 가상/시뮬레이션 된 거주 종들에 의해 직접적으로 인식되지 않는 유형 시나리오들를 포함한다.
궁극적
궁극적 다중우주는 다양한 물리 법칙들에 따라 수학적으로 가능한 모든 우주를 포함한다.

### 쌍둥이 세계 모형

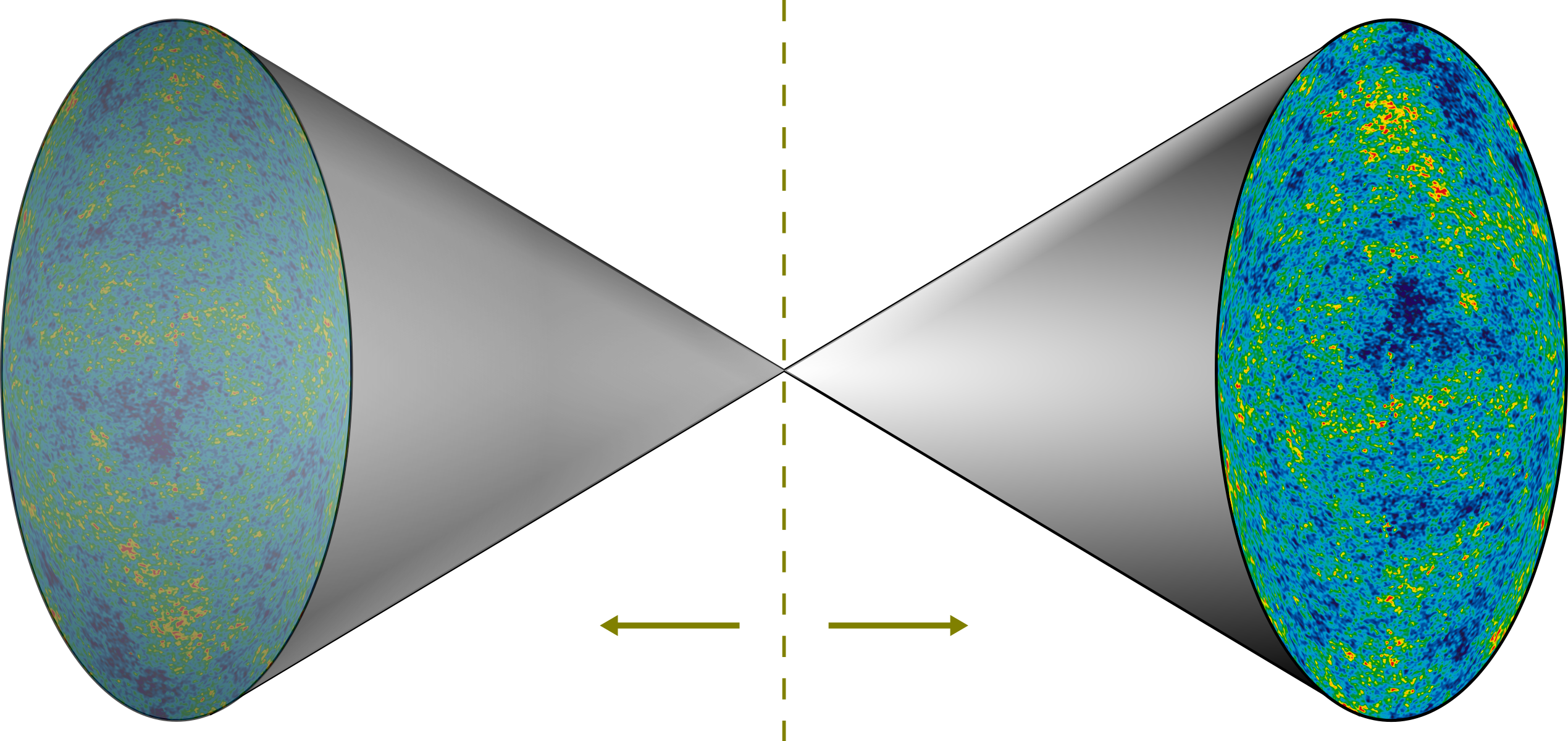
중앙에 (시간의) 시작이 있는 한 쌍둥이 우주 개념

예를 들어, 거울 반우주와 더불어 중입자 비대칭―태초에 반물질보다 물질이 더 많았던 이유―을 설명하려는 두 개의 관련 우주 모형들이 있다. 하나의 두-우주 우주론 모형은 두 세계 간의 상호 작용을 통해 허블 상수 (H0) 장력을 설명 할 수 있다. "거울 세계"는 현존하는 모든 기본 입자들의 사본들을 포함 할 것이다. 또 다른 쌍둥이/짝 세계 또는 "이 세계" 우주론은 이론적으로 암흑 에너지와 밀접한 관련이있는 우주상수 (Λ) 문제를 해결할 수있는 것으로 나타났다: 어떤 큰 Λ를 가진 각각을 가진 두 개의 상호 작용하는 세계들은 한 작은 공유된 Λ를 초래할 수 있다.

### 순환 이론
여러 이론에서는, 일련의, 경우에 따라 무한한, 자립적 순환들― 일반적으로 일련의 대함몰 (또는 빅 바운스)가 있다. 그렇지만, 각각의 우주들은 한 번에 존재하지 않고 한 논리적 순서나 차례로 형성되거나 뒤 따르고 있으며, 핵심 자연 구성 요소들은 우주들마다 잠재적으로 다를 수 있다 (§ 인류 원리 참조).

## M이론
끈 이론과 그 고차원 확장 인 M이론 내에서 다소 다른 종류의 다중우주가 상상되었다.
이러한 이론들은 각각 10 차원 또는 11 시공간 차원들의 현존을 요구한다. 여분의 육 또는 칠차원들은 매우 작은 규모로 콤팩트화되거나, 또는 우리 우주가 단순히 한 동적 (3+1) 차원적 물체인 D3-막에 국한될 수 있다. 이것은 다른 우주들을 지탱했 수 있는 다른 브레인들이 있을 가능성을 열어준다.

## 블랙홀 우주론
블랙홀 우주론는 관측 가능한 우주들이 더 한 큰 우주 안에 있을 수 있는 많은 우주 중 하나로서 존재하는 한 블랙홀의 내부에 있다는 한 우주론 모형이다. 이것은 화이트홀들의 이론을 포함하는데, 이것들은 시공간의 반대편에 있다.

## 인류 원리
다른 우주들의 개념은 우리가 경험하는 의식적인 삶을 위해 우리의 자신의 우주가 어떻게 미세 조정된 것처럼 보이는지 설명하기 위해 제안되었다.
만일 많은 (아마도 무한한) 우주가 있다면, 다른 물리 법칙 (또는 다른 기본 물리 상수들)을 가진 각각은, 이러한 우주들 중 일부는 (극소수 일지라도) 생명체가 출현하고 진화 할 수있을만큼 오래 존재할 수 있는 물질, 천문학적 구조, 원소 다양성, 항성들 및 행성들의 발달에 적합한 법칙들과 기본 매개 변수들의 조합을 가질 것이다.
약한 인류 원리는 그런 다음 우리는 (의식적 존재로서) 우연히 미세하게 조정되어 의식이 발달한 생명체의 존재를 허용하는 소수의 우주들 중 하나에만 존재할 것이라고 결론을 내릴 수 있도록 적용될 수 있었다. 따라서, 특정 우주가 생명에 필요한 조건을 갖출 확률은 극히 적을 수 있지만(우리가 생명을 이해하는 것처럼), 이러한 조건들은 우리가 우주에 존재하도록 촉진하는 우주의 조건들에 대한 설명으로서 지적 설계를 요구하지 않는다.
이러한 추론의 초기 형태는 아르투어 쇼펜하우어의 1844년 저서 "삶의 무의미함과 삶의 고통"에서 분명하게 드러나는데, 여기서 그는 우리 세계가 가능한 모든 세계들 중에서 최악이어야 한다고 주장했는데, 그 이유는 만일 그것이 어떤 면에서든 현저히 나빴다면 그것은 계속 존재할 수 없었기 때문이다.

## 오컴의 면도날
지지자들과 비평가들은 오컴의 면도날를 적용하는 방법에 대해 의견이 엇갈린다. 비평가들은, 단지 우리 우주를 설명하기 위해서, 거의 무한한 수의 관측 불가능한 우주들을 가정하는 것은 옥컴의 면도칼에 위배된다고 주장한다. 그렇지만, 지지자들은 콜모고로프 복잡도 측면에서 제안된 다중우주가 한 단일 특이한 우주보다 더 간단하다고 주장한다.
예를 들어, 다중우주를 지지하는 맥스 테그마크는 이렇게 주장한다:

한 전체 앙상블은 종종 그 구성원 중 하나보다 훨씬 단순하다. 이 원리는 알고리즘 정보 내용이라는 개념을 사용하여 보다 공식적으로 설명될 수 있다. 숫자의 알고리즘 정보(algorithmic information) 내용은, 대략적으로 말해서, 해당 숫자를 출력으로 생성하는 가장 짧은 컴퓨터 프로그램의 길이이다. 예를 들어, 모든 정수들의 집합을 생각해 보라. 전체 집합과 하나의 숫자 중 어느 것이 더 간단할까? 순진하게는, 한 단일 숫자가 더 간단하다고 생각할 수 있지만, 전체 집합은 아주 자명한 컴퓨터 프로그램으로 생성할 수 있는 반면, 단일 숫자는 매우 길 수 있다. 그러므로, 전체 집합이 실제로는 더 단순하다... (마찬가지로) 상위 레벨의 다중우주가 더 단순하다. 우리 우주에서 레벨 I 다중우주로의 이동은 초기 조건(initial condition)들을 지정할 필요성을 없애고, 레벨 II로 업그레이드는 물리 상수들을 지정할 필요성을 없으며, 또한 레벨 IV 다중우주는 아무것도 지정할 필요성이 없다.... 네 가지 다중 우주 레벨들의 공통적인 특징은 가장 단순하고 가장 우아한 이론은 기본적으로 평행 우주를 포함한다는 것이다. 그러한 우주들의 존재를 부정하려면, 유한 공간(finite space), 파동 함수 붕괴 및 존재론적 비대칭성 등 실험적으로 뒷받침되지 않는 과정과 임시방편 가정들을 추가함으로써 그 이론을 복잡하게 만들어야 한다. 우리의 판단은 따라서 많은 세계들 및 많은 단어들 등 더 낭비적이고 우아하지 않다고 생각하는 것으로 내려 온다. 아마도 우리는 점차 우리 코스모스의 이상한 방식에 익숙해지고 또한 그 낯설음이 그것의 매력의 일부라는 사실을 알게 될 것이다.
- 맥스 테그마크

## 가능한 세계와 현실 세계
가능한 우주들의 세트에서는 - 예를 들어 역사들 혹은 자연의 변수들 - 모든 것이 실현될 수 있는 것이 아니며, 또한 일부는 여러 번 실현될 수 있다. 예를 들어, 무한한 시간 동안에, 일부 잠재적 이론에서는, 무한한 우주들이 있을 수 있었지만, 그러나 인류가 존재할 수 있었던 곳에는 단지 작거나 혹은 상대적으로 작은 실제 숫자의 우주들이 있었고 또한 그것이 실제로 존재하는 (고유한 역사를 가지고) 곳에는 오직 하나만 있었다. "지구에 있는 형태로 생명을 포함하는 한 우주는 어떤 의미에서는 급진적으로 비에르고딕적이며, 여기서 가능한 유기체의 대다수는 결코 실현되지 않을 것이다는 것이 제안되었다". 반면에, 일부 과학자들, 이론들 및 대중 작품들은 우주가 매우 유사하여 인류가 똑같이 실제 분리 된 여러 우주들에 존재하지만 다양한 역사를 가진다고 생각한다.
양자역학의 다세계 해석(MWI)에서 다른 세계들이 실재인지 여부에 대한 논쟁이 있다. 양자 다윈주의(Quantum Darwinism)에서는 모든 분기들이 똑같이 실제인 한 MWI를 채택할 필요는 없다.

### 양상 실재론
가능한 세계들은 확률과 가상의 진술들을 설명하는 한 방법이다. 데이비드 루이스와 같은 일부 철학자들은, 가능한 모든 세계들이 존재하며 또한 그것들은 우리가 살고있는 세계만큼이나 실재적이라고 가정한다. 이러한 입장은 양상 실재론으로 알려져 있다.

## 같이 보기
- 블랙홀을 넘어서(Beyond black holes)
- 우주기원론
- 불가능세계론
- 측정 문제(우주론)(Measure problem (cosmology))
- 양상 실재론
- 소설에서의 평행 우주(Parallel universes in fiction)
- 물리학의 철학
- 시간과 공간의 철학
- 모의실험 가설
- 쌍둥이 지구 사고 실험(Twin Earth thought experiment)
- 우주의 종말

## 노트
1. ↑  브레인(막) 우주론과 같은 일부 모형에서는 동일한 우주 내에 많은 평행 구조들이 존재할 수 있다.

## 추가 자료
- Carr, Bernard. ‘’Universe or Multiverse?‘’ (2007 ed.). Cambridge University Press.
- Deutsch, David (1985). "Quantum theory, the Church–Turing principle and the universal quantum computer" (PDF). Proceedings of the Royal Society of London A. 400 (1818): 97–117. Archived from the original (PDF) on 9 March 2016.
- Ellis, George F.R.; Stoeger, William R. (2004). "Multiverses and physical cosmology". Monthly Notices of the Royal Astronomical Society. 347 (3): 921–936. arXiv:astro-ph/0305292.
- Andrei Linde, The Self-Reproducing Inflationary Universe, Scientific American, November 1994 – Touches on multiverse concepts at the end of the article
- 남순건 《스트링 코스모스》 지호. 2007
- 레너드 서스킨드 《우주의 풍경》 김낙우 역, 사이언스북스. 2011
- 맥스 테그마크 《맥스 테그마크의 유니버스》 김낙우 역, 동아시아. 2017
- 미치오 카쿠 《평행우주》 박병철 역, 김영사. 2006
- 브라이언 그린 《멀티 유니버스》 박병철 역, 김영사. 2012
- 브라이언 그린 《우주의 구조》 박병철 역, 승산. 2005
- 숀 캐럴 《다세계》 김영태 역, 프시커의숲. 2021
- 스티븐 호킹, 레오나르드 믈로디노프 《위대한 설계》 전대호 역, 까치글방. 2010